# Uiryeong
Uiryeong (Uiryeong-gun, âm Hán Việt: Nghi Ninh quận) là một huyện ở tỉnh Gyeongsangnam-do, Hàn Quốc. Huyện này có diện tích 482,95 km², dân số năm 2004 là 32.371 người.